# Guanqing
Guanqing (kinesiska: 官清) är en socken i sydvästra Kina. Den ligger i häradet Youyang i storstadsområdet Chongqing, omkring 230 kilometer sydost om det centrala stadsdistriktet Yuzhong. Antalet invånare är 8 415. Befolkningen består av 4 107 kvinnor och 4 308 män. Barn under 15 år utgör 29,0 %, vuxna 15-64 år 56 %, och äldre över 65 år 14,0 %.